# Hedieh Tehrani
Pour les articles homonymes, voir Tehrani.
Hedieh Tehrani (en persan : هدیه تهرانی), née le 25 juin 1972 à Téhéran, est une actrice iranienne. Son premier film aurait dû être Ruz-e vagh'e en 1995, mais quelques jours après avoir été choisie, les producteurs changent d'avis et choisissent une fille qu'ils trouvent plus belle.
Elle a obtenu six fois le Simorgh de cristal de la meilleure actrice au Festival du Film Fajr.
Elle réside aujourd'hui à Londres.

## Filmographie
- 1996[réf. nécessaire]  : Soltan de Massoud Kimiai : Maryam Koohsari
- 1998 : Rouge (Ghermez)
- 1998 : Comme un étranger (Gharibaneh)
- 1999 : Shokaran
- 1999 : Siāvash
- 2000 : Dasthā-ye ālude
- 2001 : Party
- 2001 : Bleu (Ābi)
- 2001 : Chatri Baraye Do Nafar
- 2001 : Zamaneh
- 2002 : La maison sur l'eau (Khanei ruye aab)
- 2002 : Papier sans ligne (Kaghaz-e bikhat)
- 2003 : Donya
- 2003 : Abadan
- 2004 : Duel
- 2005 : Un petit baiser (Yek bus-e kuchulu)
- 2006 : La Fête du feu  (Chaharshanbe suri)  d'Asghar Farhadi
- 2006 : Une génération enchantée (Nasl-e Jadouei)
- 2006 : Demi-lune (Niwemang) de Bahman Ghobadi